# Victor Leloup
Victor Leloup (Luik, 13 maart 1924 - aldaar, 22 februari 2006) was een Belgisch motorcrosser.

## Levensloop
Leloup werd actief in de motorcross na de Tweede Wereldoorlog. In 1947 won op de Citadel van Namen een van de eerste motorcrossevenementen en een jaar later werd hij Belgisch kampioen. In 1951 won hij samen met Nic Jansen en Marcel Meunier de Motorcross der Naties en in 1952 werd hij Europees kampioen bij de 500 cc op een FN. Een jaar later behaalde hij er brons.